# Pierre-Paul Méouchi
Pierre-Paul Méouchi (nascido em 1 de abril de 1894, Jezzine, Líbano - falecido em 11 de janeiro de 1975, Bkerké, Líbano), (ou Boulos Boutros el-Meouchi, Meoushi, árabe: بولس الثاني بطرس المعوشي) foi o 74º. Patriarca maronita de Antioquia de 1955 até sua morte e cardeal da Igreja Católica.

## Vida
Moran Mor Paul Peter Meouchi nasceu em Jezzine, Líbano, em 1º de abril de 1894. Estudou no College de la Sagesse, em Ashrafieh, distrito de Beirute, depois em Roma, na Pontifícia Universidade Urbaniana e na Pontifícia Universidade Gregoriana.
Foi ordenado sacerdote em Roma em 7 de dezembro de 1917, por Nematallah Abi Karam, bispo titular de Mindo, e serviu como secretário dos bispos maronitas de Saida, Augustine Botani, e de Tiro, Chekrallah Koury. Depois de ter assistido a uma visita do bispo de Tiro, nos Estados Unidos, em 1920, ele permaneceu nos Estados Unidos até 1934, servindo as comunidades maronitas, particularmente em Indiana, Connecticut e Califórnia.
Méouchi foi eleito bispo maronita de Tiro em 29 de abril de 1934 e consagrado em 8 de dezembro de 1934, na Igreja Nossa Senhora da Assunção em Bkerké, pelo patriarca maronita de Antioquia, Antônio Pedro Arida. Seus co-consagradores eram Augustin Bostani, Eparca de Sidon, e Pierre Feghali, bispo Titular da Epiphania na Síria. Ele escolheu como lema episcopal Gloria Libani data est ei.
Assistente no Trono Pontifício em 25 de maio de 1955. Moran Mor Paul Peter Meouchi foi eleito patriarca de Antioquia dos Maronitas em 25 de maio de 1955. Participou das sessões I, II e III do Concílio Vaticano II, 1962-1965, onde tomou posição para defender os direitos dos Patriarcas de desencorajar a emigração de cristãos do Oriente Médio. No consistório de 22 de fevereiro de 1965, ele foi criado Cardeal pelo Papa Paulo VI, sendo o primeiro maronita a se tornar cardeal. Ele foi elevado - como de costume dos Patriarcas Católicos Orientais, como resultado do motu proprio Ad purpuratorum patrum collegium - para o posto de cardeal-bispo sem conceder uma diocese suburbicária. Recebeu o barrete vermelho em 25 de fevereiro de 1965. Na Cidade do Vaticano, participou da Primeira Assembleia Ordinária do Sínodo dos Bispos, 1967; da Primeira Assembleia Extraordinária do Sínodo dos Bispos, 1969; da Segunda Assembleia Ordinária do Sínodo dos Bispos, 1971; e da Segunda Assembleia Ordinária do Sínodo dos Bispos, 1974. Perdeu o direito de participar do conclave quando completou oitenta anos, em 1º de abril de 1974.
Até sua morte, o Patriarca Meouchi foi presidente do Sínodo da Igreja Maronita (desde 1969) e presidente da Assembleia dos Patriarcas e Bispos Católicos no Líbano (desde 1970).
De um ponto de vista político, sua ação como patriarca do maronita foi destinada a promover a reconciliação entre todos os libaneses, tanto cristãos quanto muçulmanos. Ele era um defensor do nacionalismo árabe, em oposição ao ex- presidente pró-EUA do Líbano, Camille Chamoun. Meouchi também tinha boas relações com os drusos e era amigo e conselheiro de Nazira Jumblatt, mãe de Kamal Jumblatt.
Morreu em 11 de janeiro de 1975, após dois anos de doença, e foi sepultado na sede do patriarcado católico maronita de Bkerké, no Líbano.